# Rafał Kubacki
Rafał Andrzej Kubacki (ur. 23 marca 1967 we Wrocławiu) – polski judoka, olimpijczyk, nauczyciel akademicki, samorządowiec.

## Życiorys

### Kariera sportowa
Trenował judo jako zawodnik Gwardii Wrocław, Śląska Wrocław i AZS-AWF Wrocław. W trakcie kariery sportowej osiągnął liczne sukcesy sportowe:
- siedemnastokrotny mistrz Polski,
- mistrz Europy z 1989, dwukrotny srebrny medalista (1994 i 1998) i pięciokrotny brązowy medalista (1991, 1993, 1995, 1996 i 1997) mistrzostw Europy,
- dwukrotny mistrz świata z 1993 i 1997, brązowy medalista mistrzostw świata z 1989,
- złoty medal na Światowych Wojskowych Igrzyskach Sportowych w 1995 w Rzymie w kategorii ciężkiej[1],
- brązowy medalista akademickich mistrzostw świata w 1988[2].

Trzykrotnie wystąpił na letnich igrzyskach olimpijskich w wadzie ciężkiej: w Barcelonie w 1992, Atlancie w 1996 i Sydney w 2000.
Został zwycięzcą Plebiscytu „Przeglądu Sportowego” na najlepszego sportowca Polski w 1993. W 2005 otrzymał przyznawane przez Polski Komitet Olimpijski wyróżnienie „Fair Play”.
Uzyskał stopień 7 dan.

### Wykształcenie i działalność zawodowa
Absolwent VI Liceum Ogólnokształcącego im. Bolesława Prusa we Wrocławiu oraz Studium Zawodowego dla Pracujących w tym mieście (1987). W 1999 ukończył studia w Akademii Wychowania Fizycznego we Wrocławiu, a następnie studia podyplomowe: z zakresu prawa i gospodarki w Unii Europejskiej na Uniwersytecie Wrocławskim oraz z marketingu i zarządzania jednostkami służby zdrowia na Akademii Ekonomicznej we Wrocławiu. W 2014 doktoryzował się na wrocławskiej AWF w zakresie nauk o kulturze fizycznej na podstawie rozprawy pt. Sprawność fizyczna i umysłowa a agresywność dziewcząt z ośrodków wychowawczych we Wrocławiu.
Został wykładowcą w Akademii Wychowania Fizycznego we Wrocławiu. W klubie AZS-AWF Wrocław zajął się kształceniem kadr kwalifikowanych. W 2008 objął funkcję dyrektora Centrum Kształcenia i Wychowania OHP w Oleśnicy, którą pełnił do lutego 2012. Następnie został zatrudniony w Wałbrzyskiej Specjalnej Strefie Ekonomicznej z siedzibą w Wałbrzychu, objął funkcję kierownika departamentu obsługi poinwestycyjnej WSSE. W lipcu 2023 został dyrektorem Instytutu Sportu. Stanowisko to zajmował do grudnia 2023.

### Działalność polityczna
W 1994 wstąpił do Unii Demokratycznej, która w tym samym roku współtworzyła Unię Wolności, z której odszedł w 2002. Z ramienia UW był radnym Wrocławia w latach 1994–1998.
W 2002 wstąpił do Samoobrony RP. W wyborach samorządowych w tym samym roku zdobył z jej listy mandat radnego Sejmiku Województwa Dolnośląskiego II kadencji oraz bezskutecznie kandydował na urząd prezydenta Wrocławia (otrzymał 4,72% głosów). W eurowyborach w 2004 bez powodzenia ubiegał się o mandat deputowanego (otrzymał 11 639 głosów). We wrześniu 2004 odszedł z Samoobrony RP.
W 2006 przystąpił do Polskiego Stronnictwa Ludowego i bezskutecznie kandydował z jego poparciem na funkcję prezydenta miasta Wrocławia w wyborach w tym samym roku (otrzymał 2% głosów). W wyborach do Sejmu w 2007 także bez rezultatu startował z listy tej partii (otrzymał 2915 głosów). W wyborach samorządowych w 2010 ponownie bez powodzenia kandydował z ramienia PSL do sejmiku województwa.
W wyborach parlamentarnych w 2011 i 2015 ponownie bezskutecznie kandydował z listy PSL do Sejmu (otrzymał odpowiednio 1953 głosy i 428 głosów).

## Życie prywatne
Rafał Kubacki jest żonaty. W 2001 wystąpił w filmie Jerzego Kawalerowicza Quo vadis w roli Ursusa; wcielił się w tę postać także w powstałym w następnym roku serialu telewizyjnym o takim samym tytule. Zagrał też w filmie Segment ’76 Oskara Kaszyńskiego z 2002.